# Grīgorīs Kastanos
Grīgorīs Kastanos (in greco: Γρηγόρης Κάστανος; Sotira, 30 gennaio 1998) è un calciatore cipriota, centrocampista del Verona e della nazionale cipriota.

## Caratteristiche tecniche
Trequartista e all'occorrenza seconda punta o mezzala, è ambidestro e possiede delle ottime qualità tecniche. Bravo nel verticalizzare l'azione, si distingue per la discreta visione di gioco che gli permette di calibrare precisi assist per i compagni e possiede una buona freddezza sotto porta. Ottimo battitore dei calci da fermo, che predilige battere con il piede destro, è un calciatore rapido negli inserimenti, abile nell'uno contro uno e nell'attaccare la profondità.

## Carriera

### Club

#### Gli inizi, Juventus e vari prestiti
Muove i suoi primi passi nelle giovanili dell'Enosis Paralimni, società di calcio cipriota. Il 31 gennaio 2014, dopo aver compiuto il sedicesimo anno di età, viene prelevato dalla Juventus in cambio di 60.000 euro (più bonus). Il 30 marzo 2016 vince il Torneo di Viareggio con la formazione Primavera. Sua è una delle tre reti con cui i bianconeri si impongono per 3-2 in finale contro il Palermo.
Il 19 gennaio 2017 passa in prestito per sei mesi al Pescara. Esordisce con gli abruzzesi il 28 gennaio contro l'Inter a San Siro, diventando il primo calciatore cipriota a giocare in Serie A. Il 27 luglio 2017 passa in prestito allo Zulte Waregem in Belgio, insieme al compagno Nicola Leali. Il 14 settembre esordisce in Europa League contro il Nizza, subentrando al 74' al posto di Nill De Pauw.
La stagione seguente viene aggregato alla Juventus U23, in Serie C. Il 13 aprile 2019 esordisce con la prima squadra contro la SPAL da titolare, diventando il primo giocatore cipriota a giocare con la Juventus. A fine stagione si laurea campione d'Italia. Il 22 agosto 2019 torna in prestito al Pescara, in Serie B.
Il 12 settembre 2020 passa in prestito al Frosinone.  Segna il primo gol con i ciociari il 4 gennaio 2021, nella sconfitta casalinga contro la SPAL per 2-1. Chiude la stagione con 2 reti in 34 presenze.

#### Salernitana
Il 14 agosto 2021 approda, sempre in prestito con diritto di riscatto (fissato a 3 milioni di euro), alla Salernitana. Esordisce ufficialmente in maglia granata due giorni dopo, in occasione del primo turno di Coppa Italia contro la Reggina. Il 9 gennaio 2022, segna su punizione il suo primo gol con i campani, nonché primo gol in massima serie, nella vittoria per 1-2 in casa del Verona, diventando il primo cipriota a realizzare una rete in Serie A. Il 2 agosto 2022 viene acquistato a titolo definitivo dalla società granata, con cui sigla un contratto quadriennale.
Comincia la stagione 2022-2023 debuttando in Coppa Italia contro il Parma. Durante l'intero girone d'andata il cipriota colleziona solamente 10 presenze, venendo spesso e volentieri relegato in panchina. Il 26 febbraio 2023, nel successo casalingo contro il Monza, sigla la sua prima rete stagionale. Complice un utilizzo sempre più cospicuo durante il girone di ritorno, chiude l'annata con 29 presenze e 2 reti.
Segna la sua prima rete dell'annata 2023-2024 il 25 novembre, in occasione di una vittoria interna contro la Lazio. Durante il prosieguo della stagione, la squadra subisce un forte calo di prestazione, che la porterà ad incassare un numero elevato di sconfitte. Nel marzo 2024 subisce uno stiramento al legamento collaterale del ginocchio destro, infortunio che lo costringerà a rimanere fuori dai giochi per un mese e mezzo. Chiude la stagione con 28 presenze e 3 marcature, con il club campano retrocesso in Serie B.

#### Prestito al Verona
Il 30 luglio 2024 passa al Verona in prestito con opzione e obbligo di riscatto al raggiungimento di determinate condizioni. Il 18 agosto 2024 debutta in Serie A con gli scaligeri nel match poi vinto 3-0 contro il Napoli. Il 20 settembre segna la sua prima rete con i veneti, nella sconfitta interna per 2-3 contro il Torino.

### Nazionale
Il 5 marzo 2015 viene convocato - all'età di 17 anni - dal CT Pambos Christodoulou per l'incontro tra Cipro e Belgio valevole per le qualificazioni all'Europeo 2016. Esordisce quindi in nazionale maggiore il 28 marzo (il Belgio vincerà l'incontro 5-0), subentrando a 5' dal termine al posto di Kōnstantinos Makridīs.

## Statistiche

### Presenze e reti nei club
Statistiche aggiornate al 15 aprile 2025.
| Stagione           | Squadra            | Campionato         | Campionato | Campionato | Coppe nazionali | Coppe nazionali | Coppe nazionali | Coppe continentali | Coppe continentali | Coppe continentali | Altre coppe | Altre coppe | Altre coppe | Totale | Totale |
| Stagione           | Squadra            | Comp               | Pres       | Reti       | Comp            | Pres            | Reti            | Comp               | Pres               | Reti               | Comp        | Pres        | Reti        | Pres   | Reti   |
| ------------------ | ------------------ | ------------------ | ---------- | ---------- | --------------- | --------------- | --------------- | ------------------ | ------------------ | ------------------ | ----------- | ----------- | ----------- | ------ | ------ |
| gen.-giu. 2017     | Pescara            | A                  | 8          | 0          | CI              | -               | -               | -                  | -                  | -                  | -           | -           | -           | 8      | 0      |
| 2017-2018          | Zulte Waregem      | D1                 | 1          | 0          | CB              | 0               | 0               | UEL                | 3                  | 0                  | -           | -           | -           | 4      | 0      |
| 2018-2019          | Juventus U23       | C                  | 30         | 3          | CI-C            | 2               | 0               | -                  | -                  | -                  | -           | -           | -           | 32     | 3      |
| 2018-2019          | Juventus           | A                  | 1          | 0          | CI              | 0               | 0               | UCL                | 0                  | 0                  | SI          | 0           | 0           | 1      | 0      |
| 2019-2020          | Pescara            | B                  | 24+2       | 0          | CI              | 0               | 0               | -                  | -                  | -                  | -           | -           | -           | 26     | 0      |
| Totale Pescara     | Totale Pescara     | Totale Pescara     | 32+2       | 0          |                 | 0               | 0               |                    | -                  | -                  |             | -           | -           | 34     | 0      |
| 2020-2021          | Frosinone          | B                  | 34         | 2          | CI              | 0               | 0               | -                  | -                  | -                  | -           | -           | -           | 34     | 2      |
| 2021-2022          | Salernitana        | A                  | 27         | 1          | CI              | 2               | 0               | -                  | -                  | -                  | -           | -           | -           | 29     | 1      |
| 2022-2023          | Salernitana        | A                  | 28         | 2          | CI              | 1               | 0               | -                  | -                  | -                  | -           | -           | -           | 29     | 2      |
| 2023-2024          | Salernitana        | A                  | 26         | 3          | CI              | 2               | 0               | -                  | -                  | -                  | -           | -           | -           | 28     | 3      |
| Totale Salernitana | Totale Salernitana | Totale Salernitana | 81         | 6          |                 | 5               | 0               |                    | -                  | -                  |             | -           | -           | 86     | 6      |
| 2024-2025          | Verona             | A                  | 24         | 1          | CI              | 1               | 0               | -                  | -                  | -                  | -           | -           | -           | 25     | 1      |
| Totale carriera    | Totale carriera    | Totale carriera    | 205        | 12         |                 | 8               | 0               |                    | 3                  | 0                  |             | 0           | 0           | 216    | 12     |

### Cronologia presenze e reti in nazionale
| Cronologia completa delle presenze e delle reti in nazionale ― Cipro | Cronologia completa delle presenze e delle reti in nazionale ― Cipro | Cronologia completa delle presenze e delle reti in nazionale ― Cipro | Cronologia completa delle presenze e delle reti in nazionale ― Cipro | Cronologia completa delle presenze e delle reti in nazionale ― Cipro | Cronologia completa delle presenze e delle reti in nazionale ― Cipro | Cronologia completa delle presenze e delle reti in nazionale ― Cipro | Cronologia completa delle presenze e delle reti in nazionale ― Cipro |
| Data                                                                 | Città                                                                | In casa                                                              | Risultato                                                            | Ospiti                                                               | Competizione                                                         | Reti                                                                 | Note                                                                 |
| -------------------------------------------------------------------- | -------------------------------------------------------------------- | -------------------------------------------------------------------- | -------------------------------------------------------------------- | -------------------------------------------------------------------- | -------------------------------------------------------------------- | -------------------------------------------------------------------- | -------------------------------------------------------------------- |
| 28-3-2015                                                            | Bruxelles                                                            | Belgio                                                               | 5 – 0                                                                | Cipro                                                                | Qual. Euro 2016                                                      | -                                                                    | 84’                                                                  |
| 12-6-2015                                                            | Andorra la Vella                                                     | Andorra                                                              | 1 – 3                                                                | Cipro                                                                | Qual. Euro 2016                                                      | -                                                                    | 88’                                                                  |
| 6-9-2016                                                             | Nicosia                                                              | Cipro                                                                | 0 – 3                                                                | Belgio                                                               | Qual. Mondiali 2018                                                  | -                                                                    | 65’ 78’                                                              |
| 7-10-2016                                                            | Atene                                                                | Grecia                                                               | 2 – 0                                                                | Cipro                                                                | Qual. Mondiali 2018                                                  | -                                                                    |                                                                      |
| 10-10-2016                                                           | Zenica                                                               | Bosnia ed Erzegovina                                                 | 2 – 0                                                                | Cipro                                                                | Qual. Mondiali 2018                                                  | -                                                                    |                                                                      |
| 13-11-2016                                                           | Nicosia                                                              | Cipro                                                                | 3 – 1                                                                | Gibilterra                                                           | Qual. Mondiali 2018                                                  | -                                                                    |                                                                      |
| 22-3-2017                                                            | Larnaca                                                              | Cipro                                                                | 3 – 1                                                                | Kazakistan                                                           | Amichevole                                                           | -                                                                    | 68’                                                                  |
| 25-3-2017                                                            | Nicosia                                                              | Cipro                                                                | 0 – 0                                                                | Estonia                                                              | Qual. Mondiali 2018                                                  | -                                                                    |                                                                      |
| 31-8-2017                                                            | Nicosia                                                              | Cipro                                                                | 3 – 2                                                                | Bosnia ed Erzegovina                                                 | Qual. Mondiali 2018                                                  | -                                                                    | 72’                                                                  |
| 3-9-2017                                                             | Tallinn                                                              | Estonia                                                              | 1 – 0                                                                | Cipro                                                                | Qual. Mondiali 2018                                                  | -                                                                    | 66’                                                                  |
| 7-10-2017                                                            | Nicosia                                                              | Cipro                                                                | 1 – 2                                                                | Grecia                                                               | Qual. Mondiali 2018                                                  | -                                                                    | 79’                                                                  |
| 10-10-2017                                                           | Bruxelles                                                            | Belgio                                                               | 4 – 0                                                                | Cipro                                                                | Qual. Mondiali 2018                                                  | -                                                                    | 46’                                                                  |
| 10-11-2017                                                           | Gori                                                                 | Georgia                                                              | 1 – 0                                                                | Cipro                                                                | Amichevole                                                           | -                                                                    | 65’                                                                  |
| 13-11-2017                                                           | Erevan                                                               | Armenia                                                              | 3 – 2                                                                | Cipro                                                                | Amichevole                                                           | -                                                                    | 46’                                                                  |
| 6-9-2018                                                             | Oslo                                                                 | Norvegia                                                             | 2 – 0                                                                | Cipro                                                                | UEFA Nations League 2018-2019 - 1º turno                             | -                                                                    | 77’                                                                  |
| 9-9-2018                                                             | Nicosia                                                              | Cipro                                                                | 2 – 1                                                                | Slovenia                                                             | UEFA Nations League 2018-2019 - 1º turno                             | -                                                                    | 60’                                                                  |
| 13-10-2018                                                           | Sofia                                                                | Bulgaria                                                             | 2 – 1                                                                | Cipro                                                                | UEFA Nations League 2018-2019 - 1º turno                             | 1                                                                    | 65’                                                                  |
| 16-10-2018                                                           | Lubiana                                                              | Slovenia                                                             | 1 – 1                                                                | Cipro                                                                | UEFA Nations League 2018-2019 - 1º turno                             | -                                                                    | 22’, 66’                                                             |
| 19-11-2018                                                           | Nicosia                                                              | Cipro                                                                | 0 – 2                                                                | Norvegia                                                             | UEFA Nations League 2018-2019 - 1º turno                             | -                                                                    |                                                                      |
| 6-9-2019                                                             | Nicosia                                                              | Cipro                                                                | 1 – 1                                                                | Kazakistan                                                           | Qual. Euro 2020                                                      | -                                                                    | 58’                                                                  |
| 9-9-2019                                                             | Serravalle                                                           | San Marino                                                           | 0 – 4                                                                | Cipro                                                                | Qual. Euro 2020                                                      | -                                                                    | 74’                                                                  |
| 16-11-2019                                                           | Nicosia                                                              | Cipro                                                                | 1 – 2                                                                | Scozia                                                               | Qual. Euro 2020                                                      | -                                                                    | 42’                                                                  |
| 19-11-2019                                                           | Bruxelles                                                            | Belgio                                                               | 6 – 1                                                                | Cipro                                                                | Qual. Euro 2020                                                      | -                                                                    |                                                                      |
| 5-9-2020                                                             | Strovolos                                                            | Cipro                                                                | 0 – 2                                                                | Montenegro                                                           | UEFA Nations League 2020-2021 - 1º turno                             | -                                                                    |                                                                      |
| 8-9-2020                                                             | Nicosia                                                              | Cipro                                                                | 0 – 1                                                                | Azerbaigian                                                          | UEFA Nations League 2020-2021 - 1º turno                             | -                                                                    | 76’                                                                  |
| 7-10-2020                                                            | Larnaca                                                              | Cipro                                                                | 1 – 2                                                                | Rep. Ceca                                                            | Amichevole                                                           | -                                                                    | Cap. 46’                                                             |
| 10-10-2020                                                           | Lussemburgo                                                          | Lussemburgo                                                          | 2 – 0                                                                | Cipro                                                                | UEFA Nations League 2020-2021 - 1º turno                             | -                                                                    | 44’                                                                  |
| 13-10-2020                                                           | Elbasan                                                              | Azerbaigian                                                          | 0 – 0                                                                | Cipro                                                                | UEFA Nations League 2020-2021 - 1º turno                             | -                                                                    |                                                                      |
| 11-11-2020                                                           | Atene                                                                | Grecia                                                               | 2 – 1                                                                | Cipro                                                                | Amichevole                                                           | -                                                                    | 86’                                                                  |
| 14-11-2020                                                           | Nicosia                                                              | Cipro                                                                | 2 – 1                                                                | Lussemburgo                                                          | UEFA Nations League 2020-2021 - 1º turno                             | 2                                                                    | 83’                                                                  |
| 17-11-2020                                                           | Podgorica                                                            | Montenegro                                                           | 4 – 0                                                                | Cipro                                                                | UEFA Nations League 2020-2021 - 1º turno                             | -                                                                    | 35’ 85’                                                              |
| 24-3-2021                                                            | Nicosia                                                              | Cipro                                                                | 0 – 0                                                                | Slovacchia                                                           | Qual. Mondiali 2022                                                  | -                                                                    | 66’                                                                  |
| 27-3-2021                                                            | Fiume                                                                | Croazia                                                              | 1 – 0                                                                | Cipro                                                                | Qual. Mondiali 2022                                                  | -                                                                    | 67’                                                                  |
| 30-3-2021                                                            | Strovolos                                                            | Cipro                                                                | 1 – 0                                                                | Slovenia                                                             | Qual. Mondiali 2022                                                  | -                                                                    | 60’                                                                  |
| 4-6-2021                                                             | Budapest                                                             | Ungheria                                                             | 1 – 0                                                                | Cipro                                                                | Amichevole                                                           | -                                                                    | 64’                                                                  |
| 7-6-2021                                                             | Charkiv                                                              | Ucraina                                                              | 4 – 0                                                                | Cipro                                                                | Amichevole                                                           | -                                                                    | 61’                                                                  |
| 1-9-2021                                                             | Ta' Qali                                                             | Malta                                                                | 3 – 0                                                                | Cipro                                                                | Qual. Mondiali 2022                                                  | -                                                                    | 58’                                                                  |
| 4-9-2021                                                             | Nicosia                                                              | Cipro                                                                | 0 – 2                                                                | Russia                                                               | Qual. Mondiali 2022                                                  | -                                                                    |                                                                      |
| 7-9-2021                                                             | Bratislava                                                           | Slovacchia                                                           | 2 – 0                                                                | Cipro                                                                | Qual. Mondiali 2022                                                  | -                                                                    | 75’                                                                  |
| 8-10-2021                                                            | Larnaca                                                              | Cipro                                                                | 0 – 3                                                                | Croazia                                                              | Qual. Mondiali 2022                                                  | -                                                                    |                                                                      |
| 11-10-2021                                                           | Larnaca                                                              | Cipro                                                                | 2 – 2                                                                | Malta                                                                | Qual. Mondiali 2022                                                  | -                                                                    |                                                                      |
| 11-11-2021                                                           | San Pietroburgo                                                      | Russia                                                               | 6 – 0                                                                | Cipro                                                                | Qual. Mondiali 2022                                                  | -                                                                    | 83’                                                                  |
| 14-11-2021                                                           | Lubiana                                                              | Slovenia                                                             | 2 – 1                                                                | Cipro                                                                | Qual. Mondiali 2022                                                  | -                                                                    | 84’                                                                  |
| 24-3-2022                                                            | Tallinn                                                              | Estonia                                                              | 0 – 0                                                                | Cipro                                                                | UEFA Nations League 2020-2021 - Play-out                             | -                                                                    |                                                                      |
| 2-6-2022                                                             | Larnaca                                                              | Cipro                                                                | 0 – 2                                                                | Kosovo                                                               | UEFA Nations League 2022-2023 - 1º turno                             | -                                                                    |                                                                      |
| 5-6-2022                                                             | Larnaca                                                              | Cipro                                                                | 0 – 0                                                                | Irlanda del Nord                                                     | UEFA Nations League 2022-2023 - 1º turno                             | -                                                                    | 40’ 66’                                                              |
| 12-6-2022                                                            | Belfast                                                              | Irlanda del Nord                                                     | 2 – 2                                                                | Cipro                                                                | UEFA Nations League 2022-2023 - 1º turno                             | -                                                                    |                                                                      |
| 24-9-2022                                                            | Larnaca                                                              | Cipro                                                                | 1 – 0                                                                | Grecia                                                               | UEFA Nations League 2022-2023 - 1º turno                             | -                                                                    | 75’                                                                  |
| 27-9-2022                                                            | Pristina                                                             | Kosovo                                                               | 5 – 1                                                                | Cipro                                                                | UEFA Nations League 2022-2023 - 1º turno                             | -                                                                    | 59’                                                                  |
| 16-11-2022                                                           | Larnaca                                                              | Cipro                                                                | 0 – 2                                                                | Bulgaria                                                             | Amichevole                                                           | -                                                                    |                                                                      |
| 20-11-2022                                                           | Petah Tiqwa                                                          | Israele                                                              | 2 – 3                                                                | Cipro                                                                | Amichevole                                                           | -                                                                    | 76’                                                                  |
| 25-3-2023                                                            | Glasgow                                                              | Scozia                                                               | 3 – 0                                                                | Cipro                                                                | Qual. Euro 2024                                                      | -                                                                    | 32’ 79’                                                              |
| 17-6-2023                                                            | Larnaca                                                              | Cipro                                                                | 1 – 2                                                                | Georgia                                                              | Qual. Euro 2024                                                      | -                                                                    | Cap.                                                                 |
| 20-6-2023                                                            | Oslo                                                                 | Norvegia                                                             | 3 – 1                                                                | Cipro                                                                | Qual. Euro 2024                                                      | 1                                                                    | Cap.                                                                 |
| 8-9-2023                                                             | Larnaca                                                              | Cipro                                                                | 0 – 3                                                                | Scozia                                                               | Qual. Euro 2024                                                      | -                                                                    |                                                                      |
| 12-9-2023                                                            | Granada                                                              | Spagna                                                               | 6 – 0                                                                | Cipro                                                                | Qual. Euro 2024                                                      | -                                                                    | 45+3’                                                                |
| 12-10-2023                                                           | Larnaca                                                              | Cipro                                                                | 0 – 4                                                                | Norvegia                                                             | Qual. Euro 2024                                                      | -                                                                    | 79’                                                                  |
| 15-10-2023                                                           | Tbilisi                                                              | Georgia                                                              | 4 – 0                                                                | Cipro                                                                | Qual. Euro 2024                                                      | -                                                                    | 70’                                                                  |
| 16-11-2023                                                           | Limassol                                                             | Cipro                                                                | 1 – 3                                                                | Spagna                                                               | Qual. Euro 2024                                                      | -                                                                    |                                                                      |
| 19-11-2023                                                           | Limassol                                                             | Cipro                                                                | 1 – 0                                                                | Lituania                                                             | Amichevole                                                           | -                                                                    | Cap. 75’                                                             |
| 8-6-2024                                                             | Chișinău                                                             | Moldavia                                                             | 3 – 2                                                                | Cipro                                                                | Amichevole                                                           | -                                                                    | Cap.                                                                 |
| 11-6-2024                                                            | Serravalle                                                           | San Marino                                                           | 1 – 4                                                                | Cipro                                                                | Amichevole                                                           | 2                                                                    | 63’                                                                  |
| 6-9-2024                                                             | Marijampolė                                                          | Lituania                                                             | 0 – 1                                                                | Cipro                                                                | UEFA Nations League 2024-2025 - 1º turno                             | -                                                                    |                                                                      |
| 9-9-2024                                                             | Larnaca                                                              | Cipro                                                                | 0 – 4                                                                | Kosovo                                                               | UEFA Nations League 2024-2025 - 1º turno                             | -                                                                    |                                                                      |
| 12-10-2024                                                           | Larnaca                                                              | Cipro                                                                | 0 – 3                                                                | Romania                                                              | UEFA Nations League 2024-2025 - 1º turno                             | -                                                                    | 31’ 75’                                                              |
| 15-10-2024                                                           | Pristina                                                             | Kosovo                                                               | 3 – 0                                                                | Cipro                                                                | UEFA Nations League 2024-2025 - 1º turno                             | -                                                                    | 72’                                                                  |
| 15-11-2024                                                           | Larnaca                                                              | Cipro                                                                | 2 – 1                                                                | Lituania                                                             | UEFA Nations League 2024-2025 - 1º turno                             | 1                                                                    | 53’ 81’                                                              |
| 21-3-2025                                                            | Larnaca                                                              | Cipro                                                                | 2 – 0                                                                | San Marino                                                           | Qual. Mondiali 2026                                                  | -                                                                    | cap.                                                                 |
| 24-3-2025                                                            | Zenica                                                               | Bosnia ed Erzegovina                                                 | 2 – 1                                                                | Cipro                                                                | Qual. Mondiali 2026                                                  | -                                                                    | cap.                                                                 |
| 6-6-2025                                                             | Plovdiv                                                              | Bulgaria                                                             | 2 – 2                                                                | Cipro                                                                | Amichevole                                                           | -                                                                    | cap. 59’                                                             |
| 10-6-2025                                                            | Bucarest                                                             | Romania                                                              | 2 – 0                                                                | Cipro                                                                | Qual. Mondiali 2026                                                  | -                                                                    | cap. 25’                                                             |
| Totale                                                               |                                                                      | Presenze (9º posto)                                                  | 71                                                                   |                                                                      | Reti                                                                 | 7                                                                    |                                                                      |

## Palmarès

### Club

#### Competizioni giovanili
- Torneo di Viareggio: 1

Juventus: 2016

#### Competizioni nazionali
- Campionato italiano: 1

Juventus: 2018-2019